# Sint-Luciakerk (Oosterlo)

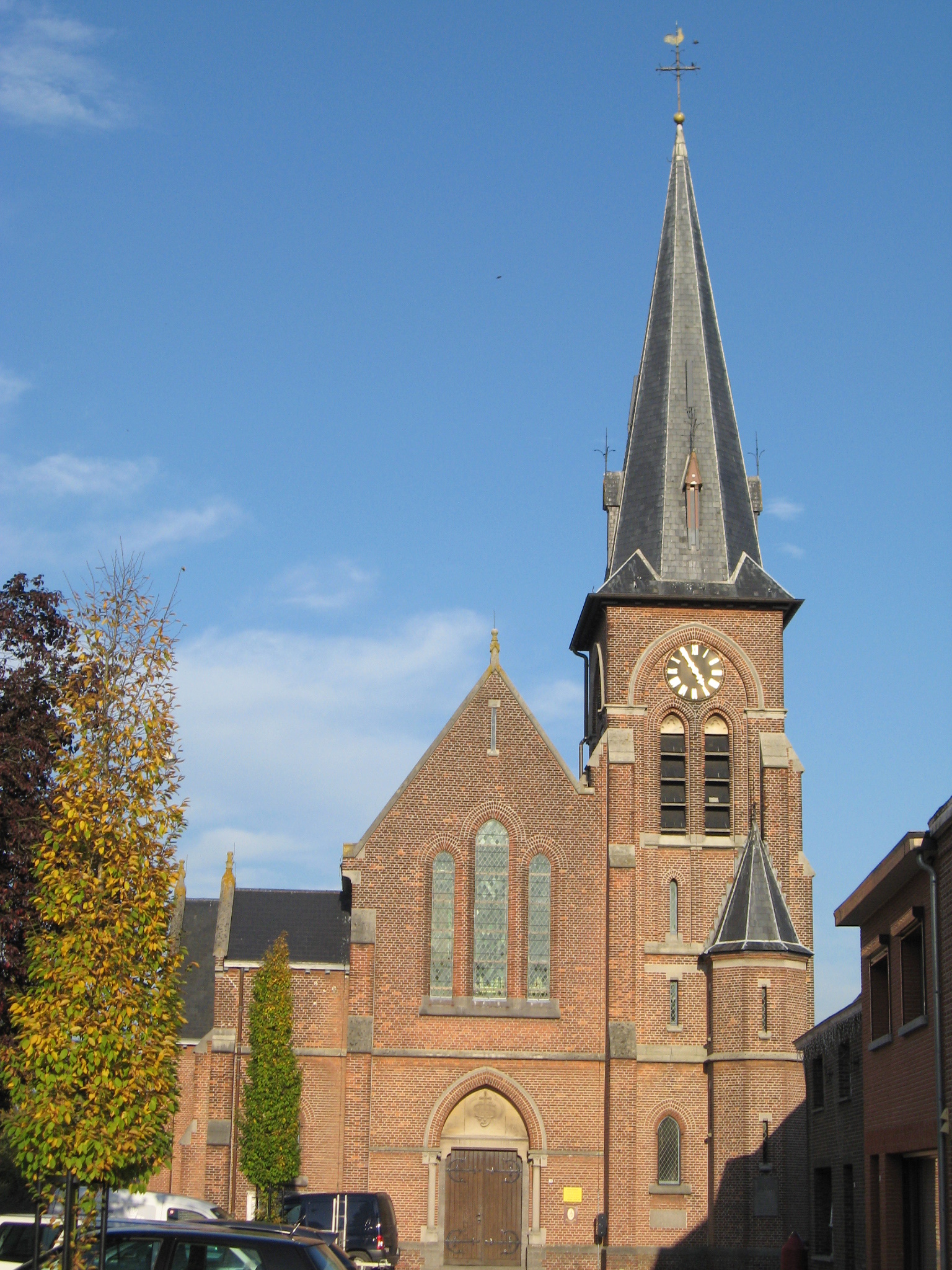
Sint-Luciakerk

De Sint-Luciakerk is de parochiekerk van de tot de Antwerpse gemeente Geel behorende plaats Oosterlo, gelegen aan de Eindhoutseweg 38.

## Geschiedenis
Mogelijk was er eerst een kapel, behorende bij het slot van de familie Berthout. In 1270 werd door Hendrik II Berthout van Oosterlo en zijn vrouw Aleidis een kapelanie gesticht die later werd overgebracht naar de Sint-Dimpnakerk.
Van 1536-1872 hoorde Oosterlo bij de Sint-Laurentiusparochie te Zammel, daarna werd het een zelfstandige parochie.
In 1893-1894 werd een kerk gebouwd naar ontwerp van Jules Bilmeyer en Joseph Van Riel. In 1997 werd de kerk gerestaureerd.

## Gebouw
Het betreft een bakstenen georiënteerde kruisbasiliek in neogotische stijl. De westtoren is aangebouwd tegen de zuidgevel. Hij heeft vier geledingen en een ingesnoerde naaldspits. Het koor is driezijdig gesloten.

## Interieur
De middenbeuk wordt overkluisd door een spitstongewelf. De heiligenbeelden en het kerkmeubilair zijn van omstreeks 1894.